# 천국과 지옥의 결혼

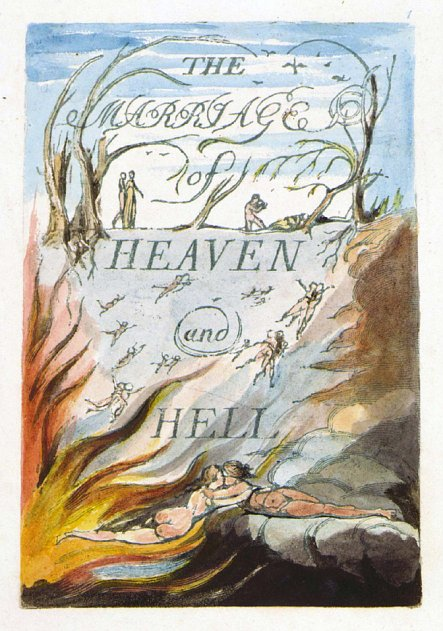
타이틀 페이지

천국과 지옥의 결혼(The Marriage of Heaven and Hell)은 윌리엄 블레이크가 쓴 글모음이며 성경의 예언을 모방하여 블레이크 자신의 개인적이고 낭만적이며 혁명적인 신념을 표현하였다.  이 책은 먼저 판화로 만들어 인쇄되었으며, 판화는 윌리엄 블레이크 자신과 그의 아내 캐더린이 색을 칠하였다.  블레이크는 존 밀턴이 진정한 시인이며 실낙원은 악마의 파티였고 밀턴의 사탄은 진정한 그의 메시야라고 주장하였다.  이 작품은 1790년과 1793년사이에 만들어졌으며 이 시기는 프랑스 혁명이 있던 시기로 정치적 격변의 시기였다.  글의 제목은 에마누엘 스베덴보리의 <천국과 지옥>을 재치있게 참고한 것이다.  글의 내용은 시인이 지옥을 방문하는 것을 묘사하고 있다.

## 지옥의 잠언 (Proverbs of Hell)
존 밀턴과 단테 알리기에리와 달리 블레이크의 지옥에 관한 개념은 형벌의 장소가 아닌 억압받지 않는 디오니소스적 에너지의 원천이었다.  이것은 천국의 권위주의적이고 제어받는 개념의 반대였다.  블레이크의 의도는 전통적인 도덕과 체계화된 종교의 억압적인 본질을 드러내기 위해 이른바 "기억가능한 공상" 을 창조하기 위한 것이었다.  블레이크는 '지옥의 잠언'을 드러내면서 성경의 잠언과는 다른 종류의 지혜를 전하고자 하였다.
- 과잉의 길은 지혜의 궁전으로 이끈다.  ( 지옥의 잠언 3번째 줄 )
- 분노의 호랑이는 교훈의 말보다 현명하다.  (44번째 줄 )

## 영향
이 책은 올더스 헉슬리의 작품인 <지각의 문>에 영향을 주었다. C. S. 루이스는 이 책의 제목을 인용하여 <위대한 이혼>을 썼다.